# Колісник Дмитро Іванович
Дмитро Іванович Колісник (нар. 6 червня 1883, Гермаківка — 1958) — український письменник.

## Життєпис
Народ. 6 червня 1883 р. у с. Гермаківці Борщівського повіту (Західна Україна). Середню освіту здобув в Україні. Емігрував до Канади, брав активну участь у церковному житті української громади. Помер у 1958 р.

## Творчість
Автор оповідань, нарисів, повісті «Моє село».
Окремі видання:
- Колісник Д. Моє село. Оповідання. — Саскатун: Накладом автора, 1950. — 167 с.